# Рахмановский сельский округ
Рахмановский сельский округ — упразднённая административно-территориальная единица, существовавшая на территории Павлово-Посадского района Московской области в 1994—2006 годах.
Рахмановский сельсовет был образован в первые годы советской власти. По данным 1919 года он входил в состав Игнатьевской волости Богородского уезда Московской губернии.
26 сентября 1921 года Игнатьевская волость была преобразована в Павлово-Посадскую волость.
В 1924 году к Рахмановскому с/с были присоединены Дмитровский и Фоминский с/с.
В 1926 году Рахмановский с/с включал деревню Рахманово, Рахмановскую больницу и Рахмановскую школу.
В 1929 году Рахмановский сельсовет вошёл в состав Павлово-Посадского района Орехово-Зуевского округа Московской области. При этом к нему был присоединён Фомино-Сонинский с/с.
13 ноября 1931 года к Рахмановскому с/с был присоединён Игнатьевский с/с.
14 июня 1954 года к Рахмановскому с/с был присоединён Казанский с/с.
3 июня 1959 года Павлово-Посадский район был упразднён и Рахмановский с/с вошёл в Ногинский район.
5 ноября 1959 года из Рахмановского с/с в Степановский был передан посёлок совхоза «Фрязево».
1 февраля 1963 года Ногинский район был упразднён и Рахмановский с/с вошёл в Орехово-Зуевский сельский район. 11 января 1965 года Рахмановский с/с был возвращён в восстановленный Павлово-Посадский район.
3 февраля 1994 года Рахмановский с/с был преобразован в Рахмановский сельский округ.
19 июля 2002 года из административного подчинения города Павловский Посад в Рахмановский с/о была передана деревня Субботино.
В ходе муниципальной реформы 2004—2005 годов Рахмановский сельский округ прекратил своё существование как муниципальная единица. При этом все его населённые пункты были переданы в сельское поселение Рахмановское.
29 ноября 2006 года Рахмановский сельский округ исключён из учётных данных административно-территориальных и территориальных единиц Московской области.